# 聖戦士ダンバイン
『聖戦士ダンバイン』（せいせんしダンバイン、Aura Battler Dunbine）は、1983年（昭和58年）2月5日から1984年（昭和59年）1月21日まで、名古屋テレビを制作局として、テレビ朝日系列で、毎週土曜17時30分から18時（JST）に全49話が放映された日本サンライズ制作のロボットアニメである。
オープニング映像上での作品タイトルは『聖戦士 Aura Battler ダンバイン』だが、公式的にも一般的にも放映当時から『聖戦士ダンバイン』のタイトルで扱われている。

## 概要
作品タイトルともなっているダンバインとは、主人公ショウ・ザマら「聖戦士」と呼ばれるパイロットが搭乗する昆虫をモチーフにした異形のロボット「オーラバトラー」の名称である。『無敵超人ザンボット3』から展開されたクローバーのアニメロボットシリーズ第7作 であり最終作である。
中世ヨーロッパに似た異世界バイストン・ウェルを舞台とするなど、新ジャンルに挑戦した意欲的な内容の作品である。前作『戦闘メカ ザブングル』に引き続き宮崎駿のアニメーション作品を意識しており、総監督の富野由悠季は本作を「『ナウシカ』にぶつけて、『ナウシカ』潰そう」と発言したという。出渕裕は、本作を「富野さん『ナウシカ』に影響受けているよな」「富野版ナウシカ」と言っている。福井晴敏は本作を（同じく1983年に開園した）「ディズニーランド」と評した。
劇中に登場するオーラバトラーは全高が7メートル前後と比較的小型で、曲線を多用した生物的印象を色濃く持つなど、これまでのロボットが持つ直線的なデザインのそれとは一線を画している。メカデザインを担当した宮武一貴は「富野監督はロボットと人間のフィギュアをセットにした商品展開を考えており、フィギュアの顔を主人公と判別できる程度の大きさにした場合、それに合わせてロボットも無理のないサイズに収める必要があった」と、その意図を説明している。
放映当時の日本では、まだファンタジー的世界観が一般には浸透していなかったため、前述のような革新的な試みは視聴者になかなか受け容れられず、結局、番組後半では路線変更として物語の舞台を現実世界に移すこととなった。オーラと言う言葉は一般的ではなく、本作と映画幻魔大戦で浸透した。また、当時の造形技術では複雑な曲線で構成されたオーラバトラーは玩具化・プラモデル化が難しく、昆虫をモチーフにしたデザイン自体も子供には怖がられ、商業的にも不振に終わった。このことについて宮武一貴は「（昆虫は）僕らの子供の頃は馴染みが深かったのでスタッフ達には分からなかった」と話している。また、宮武は同時期の『超時空世紀オーガス』でも曲面主体の主役メカデザインを試みているが、これも、セールス的に不振に終わっている。なお、宮武は『オーガス』でのデザインワークを中心に行うため、本作「聖戦士ダンバイン」の担当を早々に降板しており、以後は出渕裕がメカニックデザインの担当を引き継いだ。ただし、番組後半の主役メカ「ビルバイン」についてはスポンサー企業の仕様要求を基に湖川友謙が手掛けている。
上記の通り、「聖戦士ダンバイン」は番組の特性上、多くの問題に見舞われたが、それでもポスト・ガンダムとして各アニメ誌上で頻繁に特集が組まれていた。また、アニメ放映と並行して富野自身が『野性時代』に連載した、同じバイストン・ウェルを舞台とする小説『リーンの翼』もヒットし、『現代用語の基礎知識』にて富野がノベルズ作家の1人として挙げられるほどの話題となった。
オーラバトラーの生物的デザインは低年齢層からは敬遠されたが、モデラーを中心とした若年層以上の間では絶大な支持を集め、放映終了後もガレージキットやアクションフィギュアが数多くリリースされ続けている。
OVA作品としては、TVシリーズの後日談に当たる『New Story of Aura Battler DUNBINE』の他、前述の『リーンの翼』、さらにはバイストン・ウェルを舞台としたパラレル・ストーリーの『ガーゼィの翼』が制作されている。
また、本作を題材にしたゲーム作品も制作され、PC-9800シリーズ用『聖戦士ダンバイン バイストン・ウェルの炎』、PlayStation用『聖戦士ダンバイン 聖戦士伝説』などが発売されている。また、テレビゲーム「スーパーロボット大戦シリーズ」「サンライズ英雄譚シリーズ」などにも登場した。

## 企画
本作の企画前には、洋画『ネバーエンディングストーリー』や海外人形アニメ『ダーククリスタル』が相次いで劇場公開され、それまでマニア向けのコンテンツだった「剣と魔法」「異世界ファンタジー」の分野に関心が集まるようになり、本作はそのような世相事情の中で企画された。制作に当たって、世界観について中世ヨーロッパを意識し、妖精の画集やこの時代の欧州を纏めた書籍が設定制作担当の風間洋によって集められ、具体的な設定として構築された。なお、必要経費がサンライズから出なかったため、全て富野のポケットマネーで支払われた。当初、富野が頭に描いたイメージは、「異世界バイストン・ウェルは地球の深海下にあり、空は深海魚の放つ光が星の様に透けて見える」「世界はオーラの力によって支えられ、妖精フェラリオがコントロール役」「フェラリオは修行を積むことで高位を得、地上の深海である天上界の近い場所に上がれる」「暮らす人々は地上界から転生し、コモン、騎士、貴族、領主などの階級を持つ」「オーラバトラーは有機的なシステムを利用し、装甲は昆虫の外骨格を利用」など、大まかに出来上がっていた。
決定稿となった企画書は通常、テレビ局や代理店、スポンサー企業へ提出するため、清書してから専門業者へ装丁の発注されるが、本作では清書と装丁はサンライズ企画室で行っていた。

## 設定
地上編の制作の際、架空の存在であるバイストン・ウェルとの差別化を図るため、冨野の提案でリアルな絵作りが示され、劇中に登場する自衛隊も、実際に取材を行った上で描写することになった。設定制作担当の風間洋と川瀬敏文が、航空自衛隊の入間基地と海上自衛隊の市谷地区に取材を行ったが、自衛隊側の対応は終始丁寧で、入間基地の受付では担当者が『クラッシャージョウ』のファンで、取材側が戸惑うこともあった。自衛隊からは、どれだけ隊員をミサイルで吹っ飛ばしても、怪獣に踏みつぶしても構わない旨の了承が出たが、国民を守る組織の責務上、国民に銃を向ける描写だけは止めて欲しいとの要請があり、本作でもそれは順守されることになった。
キャラクターデザインについては、富野監督から具体的な指示がなく、シナリオの打ち合わせに同席した設定制作の川瀬敏文が、作業を効率化するため、デザイン担当の湖川友謙に設定を口頭で伝える方針が採られたが、打ち合わせで決まっていない詳細部分は、川瀬のオリジナルのイメージやアイディアが反映される場合があった。そのため、キャラクターの数が増えて来るにつれて内輪ネタが増え、川瀬がモチーフのカワッセ・グーや風間洋の本名である河原よしえモチーフのヨーコ・川原などのキャラが作られた。川瀬曰く、富野が具体的な指示を出さなかった背景には、湖川友謙が富野の手に余る存在で、それを富野側も熟知していたため、出来上がりには注文は出さず、劇中での活躍の度合で裁定を下す方針を採っていたためとしている。

## 物語に影響を与えた商業上の事情
「聖戦士ダンバイン大全」（双葉社、2004年）によると、企画当初のアニメのタイトルは「サーバイン」が候補になった。また、「アマルガン」の仮タイトルも候補になったが、スポンサーから『玩具が余る』に聞こえるからやめてくれ。との声が上がり、タイトルを変更した。語感を気に入っていた富野は、小説『リーンの翼』の『アマルガン・ルドル』に、名前を流用した。
ダンバインのデザインについて、メインスポンサー企業であるクローバーは不安視しており、設定制作の1人だった川瀬敏文がクローバー本社を訪れた際、「これ売れますかね？」と疑問を呈されるほどだった。一方で、サンライズの企画部長だった山浦栄二は「絶対に売れる!!」と豪語していたという。
1983年2月、アニメ『聖戦士ダンバイン』の放送がスタートしたが、放送初期の頃から『ダンバイン』は子供たちの間で人気が出なかった。ダンバイン関連の玩具・商品は作ってもあまり売れず、スポンサー企業は業績の低迷に苦しんだ。その玩具の売上不振を打開するため、アニメの物語の中では、ウイング・キャリバーからオーラバトラーへの変形を売りにした新主役メカ「ビルバイン」の投入と、物語の舞台をバイストン・ウェルから現実世界へと移行させ、派手なロボットバトルを前面に打ち出すことなど物語の路線変更が図られた。しかし、そんな努力もむなしく、メインスポンサー企業であるクローバーが倒産してしまった。アニメ本放送のシーズンの途中で、メインスポンサーの企業が倒産するのは前代未聞・異例のことであった。そこで、急遽、本作のプラモデルを販売していたバンダイが「聖戦士ダンバイン」のメインスポンサーとなり、新スポンサーにトミー（現・タカラトミー）を迎えて、「ビルバイン」の玩具販売を請け負ってもらうことになった。こうして、『聖戦士ダンバイン』はアニメ番組の打ち切り危機から逃れたのである。
富野は、バンダイにメインスポンサーを引き受けさせたサンライズ営業の努力には触れてもトミーの件には触れておらず、「この十数年、ダンバインのメインスポンサーが潰れたことを忘れていた」「バンダイ発じゃなかったから本作が消えていった（ガンダム一辺倒になってしまった）」などと発言していおり、角川書店『リーンの翼』KADOKAWAノベルズ三巻後書きに、当時の忸怩たる思いをしたためている。
クローバーは、タカラ（現・タカラトミー）の系列会社タカラ工業に玩具製造をアウトソーシングしていた。クローバーの大口債権者であったタカラは、その気になればガンダムを含めたクローバーの版権資産を接収できたが、当時の社長の判断でそれをしなかった。これはバンダイが翌々年に『機動戦士Zガンダム』をスタートさせる切っ掛けのひとつになったと思われる。
物語の途中で地上編となり、物量戦に話が展開したことについて、富野は物量戦への移行はスポンサー側の要望だったと認めつつ、地上編に関しては予定通りの展開だったとして、「TVシリーズの句読点になっていると思うので、嫌悪感は一切ないです」「地上とバイストン・ウェルの繋がりを見せることができたと思う」と語っている。

## 総監督・富野由悠季自身による評価
制作当時、ガンダムの他にもう1本ヒット作が欲しいという欲があり、ガンダムと似て非なるものとして本作が生まれたと述懐して、ガンダムでシンプルだった人間関係を複雑化して戦国時代の陣取合戦がしたい思惑と、当時のドラマやアニメのテンプレな人物設定に拒否反応があり、それが恋愛要素に留まらない複雑な人間ドラマの展開に発展したと語った上で、劇作家になれない自身の焦りの中で生まれた思い出したくない作品であると明かしている。そして、オーラバトラーを「良い理想」「悪しき理想」に二極化させる踏ん切りがつかず、永井豪の『デビルマン』に嫉妬して、人が何かに変身することに嫌悪感があったことも影響して、オーラバトラーを人の化け物（化生）の象徴として描いてしまい、ファンタジーとして描けなかったことが失敗の理由だったとして、自身が戯作者になれない本質が此処にあると述べている。
第1話について、「そもそもあれが作劇上の失敗で、異世界に召喚されたショウ・ザマを一晩寝かせ（ワンクッション置いて）、翌朝から作品世界の説明をだらだらとやった結果、主人公としての動機付けができず、その後も状況に対し能動的に動けない流されがちなキャラクターになってしまった。あそこで戦火の只中に投げ入れておけば、もっと物語も弾んだことだろう」と悔いている。また、第1話の完成したフィルムを見た時点で、「自身の趣味性のみで作品を制作している」と感じ、番組内容を当初の構想から大幅に変更することを決意した。エピソード「東京上空」を可能な限り前倒しにし、オーラマシンが地上に出た時点で終わる予定だった内容を変更した。同時に自分の趣味性だけで終わらないようにシーラ・ラパーナを男性の老人から美少女に変更（これは脚本の富田祐弘が提案）した。それに伴いエンディングのみの予定だったエル・フィノも本編に登場することとなった。
オーラシップは当初、オーラバトラーを運ぶための小型母艦として設定されていたが、「地上編」近くに来てオーラバトラーを有する各国が巨大なオーラバトルシップを建造、圧倒的な火力で地上を焦土と化す場面も見られた。中でもゴラオンは戦艦然としたデザインになっており、これについては「例えばこういう言い方が出来る。出渕のアホが(笑)」ともしている。ただし、当の出渕によれば、ゴラオンは富野の指示で「ヤマト」的にした物であり、巨大戦艦の存在自体にも否定的であった。
ウィング・キャリバーの1つであるフォウを上手に活躍させられなかったと具体例を挙げて、格闘戦や地上戦、歩兵関係を生々しく描写できなかったことが、自身の演出としての失敗だったとして、この反省点が小説『オーラバトラー戦記』を執筆する動機になったとしている。
最終話のシナリオ段階では、命を落とした登場人物達がミ・フェラリオとして生まれ変わることになっていた が、「それでは『伝説巨神イデオン』と同じ結末になってしまう」という演出意図により、完成したフィルムからは削除されている。翌年、アメリカのアニメイベントにパネリストとして参加した際、現地のファンから「『聖戦士ダンバイン』のラストは、あなたにとって不本意だったのでは?」との質問を受けた際に前述の返答をしたところ、なおも「それは了解したが、作品全体として考えると、やはりあの終わり方は消化不良なのではないか」と指摘され、「ゴメン！」と謝った。
2017年、Blu-ray BOXの発売に際しては（『ガンダムに負けている』と相変わらずキツメの評価もしつつ）「『ダンバイン』も頑張ってたんだねえ」とのコメントを寄せている。

## その他の人物の評価
制作設定を担当した河原よしえ（当時は風間洋名義）は、「時代の斜め2歩先を競歩状態で歩んだ試作品」「乗りこなせなかったドラゴン」と評し、メディア業界の常套文句である「時代の半歩先を行け」を遥に飛び越してしまった作品であるとして、「恰好をつければ試作品（プロトタイプ）だが、仕事上の立場から言えば、どうやって、このドラゴンのような未知の生き物の手綱を捌いて良いのか解からないまま、一年を過ごしてしまった」と反省の念を述べている。

## あらすじ
バイストン・ウェルは、輪廻する魂の休息と修錬の場。海と陸の間に存在し、生体エネルギー「オーラ力（ちから）」によって支えられている。コモンと呼ばれる種族は中世ヨーロッパ的な封建制国家群を形成し、妖精の姿をしたミ・フェラリオ、その上位種族であるエ・フェラリオ、蛮族ガロウ・ランなどがそれぞれの勢力圏で互いに影響（ガロウ・ランが、自らの超人的な能力をコモンに提供することで対価を得るなど）し合いながら暮らしている。エ・フェラリオは、バイストン・ウェルの天井部分に当たる水の天界「ウォ・ランドン」に棲息しているが、下級妖精のミ・フェラリオは30センチ前後の大きさで背中に2対の翅を持ちコモンの世界にも現れる。本来、生死以外にバイストン・ウェルと地上界を往来することは不可能だが、エ・フェラリオの力や偶発的な事故などによって開かれる「オーラ・ロード」を通ることで、稀にそれは発生する。
ある日、コモン界にある「アの国」の地方領主ドレイク・ルフトは、捕獲し水牢に幽閉したエ・フェラリオのシルキー・マウを脅し、地上人（ちじょうびと＝我々の住む地上界の人間）ショット・ウェポンとゼット・ライトをバイストン・ウェルに召喚する。ロボット工学に明るいショットはバイストン・ウェル固有のオーラ力に着目し、それをエネルギー源とする「オーラマシン」を開発、バイストン・ウェルに初めて「機械」をもたらした。当初はユニコン・ウー（馬に似た動物）に代わる移動手段程度の物だったが、やがて飛行兵器オーラ・ボム、さらには巨獣の甲殻を外装にまとい、内蔵された人工筋肉を電子制御によって駆動する人型兵器「オーラバトラー」（「巨人騎士」とも呼ばれる）へと発展した。
ドレイクはオーラマシンの圧倒的な力を手に入れたことでバイストン・ウェル全土を掌握するという野望を抱き、既に旧式となったオーラマシンやその技術を他国に輸出することで莫大な資金を得た。さらには強力なオーラ力を持った地上人を戦士として利用するため、再びシルキー・マウに「オーラ・ロード」を開かせ、試作オーラバトラー・ダンバインのパイロットとしてショウ・ザマ、トッド・ギネス、トカマク・ロブスキーの3人を召喚した。ショウは突然の異世界に戸惑いながらも、ただ言われるままにドレイクの対抗勢力である同じアの国の地方領主「ギブン家」との戦いを重ねていたが、ドレイクの娘でギブン家の長男ニー・ギブンと恋仲のリムル・ルフト、ギブン家に味方する地上人マーベル・フローズンの説得によりドレイクの真意を悟り、ダンバインと共に出奔。ニーの指揮するオーラシップ「ゼラーナ」に身を寄せる。
各国はオーラマシンの開発競争にしのぎを削り、戦乱は拡大の一途をたどると共に混迷の様相を呈していった。オーラ増幅器によりオーラバトラーを扱えるようになったコモンの騎士の登場やドレイクの新たな地上人の召喚を経て、遂には主要各国が巨大なオーラ・バトル・シップを持つまでに至った。フェラリオの長であるジャコバ・アオンは、目に余るコモンの蛮行に業を煮やし、その意志と力により全てのオーラマシンとそれに関わる全ての者をバイストン・ウェルから放逐した。これにより、世界各地にオーラマシンが出現し戦いの舞台は地上界へと移る。オーラマシンの圧倒的な力で地上をも我が物にせんとするドレイク率いるアの国とビショット・ハッタが治めるクの国、その野望を阻止せんとするナの国の若き女王シーラ・ラパーナとラウの国のエレ・ハンムの下に集う連合軍は、世界各国を巻き込んだ全面戦争へと突き進んで行く。
激化する戦いの果て、マーベルとトッドは戦死し、ショウは宿敵の黒騎士と刺し違えて命を落とす。これ以上の戦火の拡大と犠牲の増加を危惧したシーラは、戦争を終結させるため、持てる全てのオーラ力を開放して全ての悪しきオーラを浄化し、バイストンウェル関係者の全ての魂を元いた世界に送り返すことで戦いを終結させる。
ただ独り地上に取り残されたチャムは海上を漂っていたころを救出してくれたアメリカ軍にこれまでに起きた出来事の全てを「バイストン・ウェルの物語」として語り、いずこかへと姿を消すのだった。

## 登場人物

### 聖戦士
ショウ・ザマ
声 - 中原茂
本作の主人公で地上人。東京都武蔵野市東吉祥寺の一角に父シュンカと母チヨと共に住んでいる日本人。18歳。仕事一辺倒で家庭を省みない両親に反発し、モトクロスに熱中していた。愛車はホンダGL1000ゴールドウィング・アスペンケイド。乗車中に突如オーラ・ロードが開き召喚されたため、アスペンケイドもバイストン・ウェルに現れており、現地でも何度か運転している。バイストン・ウェルに召喚されてからはアクアブルーに彩色されたダンバインを操り、聖戦士と呼ばれる。後に「ナの国」の女王シーラ・ラパーナから供与されたビルバインに乗り換える。
OVA『New Story of Aura Battler DUNBINE』では約700年後のバイストン・ウェルにシオン・ザバとして転生している。
マーベル・フローズン
声 - 土井美加
アメリカ合衆国テキサス州ダラス出身の大学生。18歳。実家は牧場を経営。正義感・使命感の強い女性で座禅を組む程度だが禅を嗜む。ショウがドレイク・ルフトの下から離れるきっかけを作り、戦闘でもパートナーとなる。早いうちからナックル・ビーにより聖戦士としてバイストン・ウェルへ召喚されており、ショウ達が召喚された頃には既にギブン家の一員となっている。
ギブン家ではショウに次ぐ力量を持つ聖戦士であることから、ダーナ・オシー、ボゾン、ボチューンなど、順次新型のオーラバトラーに乗り込み、最終的にはショウがビルバインに乗り換えたことでダンバインのメインパイロットとなる。最終決戦ではショウとのコンビネーションアタックでショット・ウェポンとミュージィ・ポーを撃破したものの、その際の黒騎士の一撃でダンバインが大破、これにより腹部に致命傷を負う。負傷を悟られないよう隠しショウと別れた直後、ダンバインの爆発に巻き込まれ戦死する。
当初はニー・ギブンに思いを寄せていたが、その想いは次第にショウへと移っていった。地上からバイストン・ウェルに帰還したショウと再会するなり、飛行中であるにもかかわらずオーラバトラーのコクピットからショウのダンバインへと飛び移り、抱擁と共にショウへの気持ちを明確に自覚してからは周囲も互いも認める仲となる。ただし、一方でライバル心も持っていたようである。
トッド・ギネス
声 - 逢坂秀実 / 堀内賢雄（総集編・聖戦士伝説・ACE2）/ 森田順平（サンライズ英雄譚） / 井上悟（ぱちんこ）
アメリカ合衆国マサチューセッツ州ボストンの出身で、アメリカ空軍のパイロット候補生であった。23歳。ショウや後述するトカマク・ロブスキーと同時期にシルキー・マウによってバイストン・ウェルに召喚された地上人。トッドはドレイクの聖戦士としてネイビーブルーのダンバインを与えられた。その後、トッドはドラムロを操縦して戦績を順調に重ねていき、そのままドレイクに掌握された「アの国」陣営の一員として、ショウ・ザマ、マーベルらギブン家陣営と幾度となく戦闘を繰り広げる。 しかし、アメリカ空軍時代に自身が目標としていたパイロット、アレン・ブレディが同じく聖戦士としてバイストン・ウェルに召喚されると、トッドは「アの国」で自分の立場が危うくなることを恐れ、専用のドラムロを駆ってショウに猛攻を仕掛けるものの敗北し「カルドーラの穴」に墜落する。この時、一時消息不明となるが、ガロウ・ランに身をやつしコモン界に流されていたナックル・ビー（ニクス・ティタン）に介抱され一命を取り留める。治癒後はドレイクと同盟を結んでいる「クの国」のビショット・ハッタの配下となり、与えられた新型機ビアレスで執拗にショウに挑み続ける。さらに所属を再び「アの国」へ戻してからは、ライネックに乗り込んだ。トッドは最終決戦直前で膨れ上がったオーラ力によりハイパー化するが、ショウのビルバインに討たれ死亡する。
トッド・ギネスは陽気で気さくな性格だが、いささか軽薄なところがあり道徳観念も低い。ドレイクの野望を知ってからも、それを阻止することより聖戦士として厚遇されることを優先するなど、利己主義者としての一面が際立って描写されているが、母親想いの一面もあり、最期の言葉も母への呼び掛けである。自身を「東部の落ちこぼれ」と称し、鬱屈した感情を戦場で対峙したマーベルにぶつける場面もあった。バイストン・ウェル勢が地上に浮上した際には、故郷であるボストンが戦火に巻き込まれるのを恐れ、ドレイクの軍勢とアメリカ合衆国との橋渡し役となる。
ドレイクはトッド戦死の報を受けた際、その生前の功績を認め、彼の母親が住むボストンには手を出さない旨を部下に通達する。
池原しげとによる『コミックボンボン』版のコミカライズでは、名誉欲・攻撃性がより強い人物として描かれ、戦死後のドレイクがボストンには手を出さないと誓うシーンも削除されるなど悲劇性の強いキャラクターとなっている。
トッドはゼラーナ隊との戦闘を通じて乗機を通算で6度撃破されており（ダンバイン、ドラムロで2度、ビアレスで2度、ライネック）、これは主要登場人物中最も多い。
トカマク・ロブスキー
声 - 戸谷公次
地上ではソ連のハリコフ（現在はウクライナの都市）に住む失業者だった。22歳。以前は軍にいたようだが、召喚された時点では退役している。
ショウやトッドと同時期にバイストン・ウェルに召喚される。ダークグリーンのダンバインを与えられるも、慣熟飛行中にニーらの襲撃に遭い、マーベルの乗るダーナ・オシーに撃墜され物語の開始早々に死亡する（ニーに撃墜されたとする資料も存在する）。
ゲーム『聖戦士ダンバイン 聖戦士伝説』では、展開によっては仲間にできるが、能力はショウやトッドに及ばない扱いになっている。
アレン・ブレディ
声 - 若本紀昭（ナレーションも兼任）
後述するジェリル・クチビやフェイ・チェンカと共にバイストン・ウェルに召喚された地上人。アレンはトッド・ギネスのアメリカ空軍時代の先輩である。彼の召喚を知ったトッドはアレンより大きな手柄を得ようと大いに焦り、単独で出撃してショウ・ザマに戦いを挑むことになる。しかし、トッドは戦いに敗れ、その後、消息不明になってしまう。このアレンという男はアメリカ空軍では優秀なパイロットだったようで、オーラバトラーの操縦にも自信を見せていた。試験的にドラムロに搭乗した後は火力の充実したレプラカーンではなく、最新鋭ではないが機動性に優れるビランビーを愛機としたことも彼の性格を雄弁に物語る事象と言えよう。バイストン・ウェルにいるアレンは日頃、カセットテープレコーダーで音楽を聴くなどして、いつもリラックスしていた。また、オーラバトラーでの戦闘でも大した努力をせずに、すぐに目覚しい成果を挙げた。このようにアレンは天才肌タイプの人間であるが、それゆえに自信家で他人を簡単に見下す傾向があるなど、性格にはかなりの問題があった。ショウ・ザマのダンバインとの対決では、ダンバインに止めを刺す寸前のところまで追い詰めたこと（この時はトッドの乗るビアレスに邪魔をされている）もあり、アレンは口先だけではない高い実力を備えていた。しかし、その後、ビルバインとの対決で、戦闘中にビルバインに乗機ごと一刀両断されてしまい、アレンはショウ・ザマに敗北してしまった。この時、ビランビーの機体は爆発・飛散し、アレン自身は海に投げ出される形となり生死は不明となったが、総監督の富野由悠季は、『アニメック』誌のインタビューで「間違いなく死んでいる。不明に見えるのはスタッフの勘違いゆえ」と答えている。なお、撃墜されたのは死亡時の1度のみ。
『コミックボンボン』版のコミカライズにも登場するが、ショウと1度交戦するだけで戦死シーンも描かれない完全な脇役である。
ジェリル・クチビ
声 - 大塚智子
ショウやトッドらに続き（劇中での）第二陣として召喚された地上人。22歳。逆立つ真っ赤な髪と青いメッシュが特徴的な女性。娼婦の母親からは養育放棄されて育ち、「ダブリンの鼻つまみ」と自嘲する。ロックシンガーとして生計を立てていた。
試験的に与えられていたドラムロ以降はレプラカーンに搭乗。その武装と戦闘スタイルが性に合っていたのか、以後3度撃墜されたものの最期まで愛機とした。自分を負かしたショウに嫉妬と憎しみを抱き、敵として追い回す。地上での恵まれない生い立ちや生活環境の反動からか、突如異世界に召喚されたにもかかわらず動揺や不安の色を一切見せることはなく、むしろ自身の置かれた状況に喜悦さえ見出していた。非常に強力な悪意のオーラ力を持っているとフォイゾンやエレからは恐れられている。舞台が再び地上界に戻ってからは、ドレイク軍の本隊とは離れ地上のギリシャ空軍の部隊を味方に付ける。兵士達はジェリルのオーラ力に影響されて彼女を「ジャンヌ・ダルクの再来」と英雄視した。その後、ビルバインとの戦闘中にオーラ力が暴走したことでレプラカーンごとハイパー化し、すんでのところまでショウを追い詰めたものの機体がハイパー化に耐え切れず自壊、最期はショウ・ザマの直撃を喰らったが、ショウの攻撃による爆死というよりは、ニーの問いかけにショウが「ジェリルはオーラ力を制御できなくて死んでいった。自分一人でな」と語ったように、ジェリルの機体が自壊した際には既に亡くなっていたものと思われる描写ともなっている。彼女を英雄視していた兵士達はジェリルの死と共に我に返り、前言を撤回している。
『コミックボンボン』版のコミカライズでは口調が女性的になり、バーンの指揮にも従っておりアニメに比べるとかなり大人しめの性格になっている。
フェイ・チェンカ
声 - 三橋洋一
アレンやジェリルと共に召喚された地上人。中国人。バイストン・ウェルに来る前は売れない俳優をやっており、賞賛や喝采には縁遠い自身の境遇に辟易としていたようで、召喚後の様子やセリフでは新天地での新たな生活に期待を膨らませていた。
自信家のアレンと気性の荒いジェリルを冷静になだめるなど、第二陣の中では比較的まともな性格で2人のまとめ役を果たしていた。しかし一方では、功名心が強くキザな一面もあり、ゼラーナ隊にかくまわれたリムル・ルフト奪還の作戦をミュージィ・ポーに持ち掛けられた際には申し出を快諾している。その後、多島海に浮かぶカトンの島に潜伏するゼラーナを発見したミュージィの要請により、レプラカーンで陽動に出るとショウ・ザマのダンバインと交戦した。この時、善戦するだけの力を持ちながらドレイクの走狗となっているフェイに対しショウは非難の言葉を浴びせたが、当のフェイ自身はこれを一蹴。直後に自身の投げたグリネイド（手榴弾）を跳ね返され自爆する形で第二陣最初の戦死者となる。劇中では優れた索敵能力のほか、ゼラーナ隊の移動経路を看破するなど参謀向きと言える。
『コミックボンボン』版のコミカライズにも登場するが台詞が一言もない。
ゲーム『聖戦士ダンバイン 聖戦士伝説』では仲間にできるが、トカマク同様、能力はショウやトッドに及ばない扱いになっている。

### ギブン家（反ドレイク勢力）
ニー・ギブン
声 - 安宅誠
アの国の地方領主ロムン・ギブンの息子。23歳。父母を殺された後はギブン家当主として、アの国及びバイストン・ウェルに平穏を取り戻すためドレイクと戦う。オーラシップ・ゼラーナの艦長を務める一方、自らオーラバトラーに乗り込み戦うこともある。マーベルやキーン、チャムなど好意を寄せる女性は多かったが、当人はドレイクの一人娘リムルと惹かれあっており、彼女を思うあまり周囲の者に辛く当たることもあった。そのためショウとは対立することも多かったが、次第に一同をまとめ上げるリーダーに成長していく。物語終盤でゼラーナが轟沈すると最終決戦ではボチューンに乗り込み、我が子リムルを手に掛けたルーザを討ち、逃走しようとするドレイクも自らの手で討ち取るが、直後にドラムロの編隊からトリオ・コンビネーションの直撃を受け搭乗機が大破。機体から投げ出された自身もその炎に身を焼かれる壮絶な最期を遂げる。
湖川友謙によると髪型はミンキーモモが元であるとのこと。
主な搭乗機体はボゾン、ボチューン。
キーン・キッス
声 - 高田由美 / 木藤聡子（総集編）
ギブン家に仕えるキッス家の娘。16歳。明朗快活で行動的。ギブン家に対する忠義とニーへの好意からギブン家陣営に付き、理想だけでは生きて行けないと一族と家臣の安泰を第一としてドレイク側に付いた父と袂を分かつ。ウイングキャリバー・フォウの専任パイロットになり、オーラバトラーが量産体制に入ってからはボチューンにも搭乗するようになる。精鋭揃いのゼラーナ隊の中では力量が低く苦戦することが多いが、地上浮上後は敵指揮官機を損傷後退させたり、トッド搭乗のライネックがゼラーナに襲いかかった際にはオーラ光を発散させながらこれを迎撃し、マーベルやショウを驚かせている。リムルがゼラーナ隊にいた時には、わがまま放題のリムルに何かと注意するも、逆に反発されて受け入れられることはなかった。最終決戦の最中、ウィル・ウィプスを攻撃した際に半ば事故的にブブリィと衝突、撃墜され命を落とす。
『コミックボンボン』版のコミカライズでは浮上後、米軍への攻撃を主張するなどやや軽はずみな人物として描かれている。
湖川友謙の好みのキャラクターである。
チャム・ファウ
声 - 川村万梨阿
ニー達について回る赤毛のミ・フェラリオ。作中序盤は成り行きからドレイクについていたショウ・ザマを罵倒して蹴飛ばすなどしていたが、後にドレイクを離れたショウ・ザマがキーンを助けた際にその優しさに触れ、以降、ショウ・ザマの仲間・良き相棒として信頼を深めていく。当初は通信手段の確保や雑用をこなす程度の賑やかし要員だったが、苦戦するショウの助力ができるはずとダンバインに同乗するようになる。コスチュームは水色のハイレグレオタード、のちに左胸にりんごのマークが入った真っ赤な自作の戦闘服を着用する。本人によると手先が器用で、シーラ・ラパーナの容姿を模したようなロングスカート姿も披露している。最終決戦中に、単独でドレイクの策略をシーラとその配下にあったエル、ベルに伝えるためビルバインから脱出して伝えに行こうとするもシーラの霊力で途中で吹き飛ばされてしまい、バイストン・ウェルに関係する全ての者が消滅した後、ただ独り地上に残され海上を漂っていたところをアメリカ海軍に救出される。本作は当初から「ミ・フェラリオの語る物語である」という形式をとっていたが、そのミ・フェラリオとはチャムであることがエピローグで明かされた。語り終えた月の夜、いずこへかと去る。
湖川友謙によると、いわゆるオタク狙いのキャラクターであり、クローバーから人形として単独で商品化され、これは劇中にも登場している。
次作『重戦機エルガイム』にキャラクターが流用され、リリス・ファウとしてレギュラー出演。映画『チョロQダグラム』にもカメオ出演している。
挿入歌の「水色の輝き」の歌詞は『チャム・ファウのラヴソング』のイメージで書かれた。
『ザテレビジョン』のアニメキャラクター初の表紙になった（1984年1月27日号）。
声を演じた川村は放映当時、『アニメック』誌でコスプレ姿を披露している。
ドワ・グロウ
声 - 若本紀昭
オーラシップ・ゼラーナの操舵士。ゼラーナが撃沈された後はオーラバトラーに乗り込む。
ドルプル・ギロン
声 - 戸谷公次
ラウの国のオーラマシン開発に際し技術指導を行った技師。ニーから「ショット・ウエポンの下に居た鍛冶屋で、ダンバインやゼラーナの開発に携わった」と紹介されている。ニーやマーベルらギブン家一同からの信頼も厚く、ゼラーナ隊と合流した際には手厚く迎え入れられていた。後にゼラーナの機関士を務める。
コタノ・ルオ
声 - 江口晴康
ゼラーナのクルー。主に機体の整備を行っているが機銃員を担当したこともある。ゼラーナ撃沈時も生存していたが、その後は登場していない。
ロムン・ギブン
声 - 立沢雅人
アの国でドレイク領と隣接する土地を治める地方領主の1人で、ニー・ギブンの父親。46歳。ドレイクの野望にいち早く気付き、対抗勢力の先駆けとなる。独自にオーラマシン（ゼラーナやダーナ・オシーなど）を開発し、息子のニーを使ってドレイク領へ夜襲を仕掛けさせるなどの武力行使を行う一方で、ドレイク側の騎士団長バーン・バニングスには金を使って寝返りを求める など、策士としての一面も持っていた。調略に失敗したバーンの報復により居館や妻を失った後も、ゼラーナへの補給物資を搬送するなど奔走したが、その最中、ガラリア・ニャムヒーのバラウに捕らえられ月の森で敢えない最期を遂げる。
ホン・ワン
声 - 龍田直樹
ギブン家に仕えるガロウ・ラン。種族特性の素早さを活かしての伝令や斥候など、物語序盤でたびたび活躍する。当初は地上人に偏見めいたものを密かに持っていたようだが、自分を気遣ってくれるショウとの関わりで考えを改め、その後は偵察行動を共にするなど、ショウを慕っての行動が少なからずある。
ツオー
男性のミ・フェラリオ。ギブン家の「語り部＝耳にした会話を一言一句記憶し復唱する特殊能力を持つ者」で、ロムンは自身の館に訪れたバーンとの会話を彼に記憶させ、ドレイクに反逆の意志があることを国王に直接上申しようとした。ツオーはロムンの妻カーロと共に国王への使者として王都に向かうが、それを知ったバーンのドラムロによって馬車ごと吹き飛ばされる。
キブツ・キッス
声 - 植田敏生
キーン・キッスの父親。代々ギブン家に仕えていたが、ドレイクの圧倒的な力の前になす術もなく、一族郎党を思う気持ちから心ならずもドレイクに恭順する。郎党共々ドロを駆り、バーンの指揮下に入るが、姦計に利用されダンバインとの戦闘により戦死する。

### アの国
ドレイク・ルフト
声 - 大木正司 / 柴田秀勝（総集編）/ 塚田正昭（サンライズ英雄譚）
アの国の地方領主。後に国王。43歳。禿頭の偉丈夫で、お館様とも呼ばれる。居城は「ラース・ワウ」。ショット・ウェポンによってもたらされたオーラマシンの武力を使いバイストン・ウェル全土を征服する野望を抱く。ショウを始めとする地上人を聖戦士として召喚した。主君だったアの国王フラオン・エルフを討ち下克上を果たした後、隣国のクの国と結び周辺国への侵攻を開始する。地上では自らは戦闘を避けて戦力を温存し、アメリカを脅して目的を果たそうと間接的に立ち回るなど政治家としても計算高い。
いわゆる「悪の象徴」としての一面も強いが、領主としては思慮深く冷徹かつ豪胆で、覇者に相応しい器量の持ち主である。持てるオーラ力も強大で「シーラやエレに負けないくらい」とチャム・ファウに評される。
己の身を挺して妻を艦砲射撃からかばったり、娘の身を案じるといった家族愛や、戦死したトッドの功績に免じ彼の故郷を戦火に巻き込まぬよう配慮したり、黒騎士の正体を看破した上で正体には触れずにその心意気に理解を示すといった人間的な魅力もあり、「性根からの極悪人ではない」のだが、夫として父としての認識不足によって、リムルの出奔やルーザの不義を招くこととなってしまうなど、周囲の人間、特に家族との関係はうまくいっていなかった。
ルーザが不義を働いており、自らはその謀略とオーラ力に踊らされていたことを知った際には、自らの無知を嘆きつつ、静かな怒りを燃やす。最終決戦でグラン・ガランに特攻される直前、ルーザの影響から脱した上で自らの実力を試したいという未練が生じ、オーラマシンを手土産にアメリカでの再起を目指したがウィル・ウィプスからブル・ベガーで脱出を図ったところを、ニーのボチューンに捕捉されて討ち取られる。
『TVアニメマガジン』版コミカライズでは小物の悪役として描かれており、容貌も強面である。
バーン・バニングス/黒騎士
声 - 速水奨
ドレイク軍の騎士団長。23歳。剣術や馬術に通じる。コモンでありながら高いオーラ力を持ち、オーラマシンのパイロットとして非凡な才を発揮する。オーラ増幅器のない物語初期からドラムロに搭乗し、ビランビーを駆ってからは地上人であるトッドを上回る戦果を挙げていた。気質は勇猛果敢。反面、自信過剰ゆえの詰めの甘さや功を焦っての勇み足、ガラリアやトッドを持て余し気味と人心掌握術にも欠け、キブツ・キッスの一族を捨て駒として使い総戦力を低下させるなど、前線で軍を預かる指揮官としてはいささか器量が小さい感が否めない。戦功欲しさに裏切りや抜け駆けを平然と計り、自身の醜態を知られれば命の恩人でも葬る など騎士道にも怪しいものがある。また第15話ではコクピット内でドレイクを呼び捨てにしており、元から忠誠心も高くはなかった。
当初はドレイクからの信任も厚く、若くして軍の中核を任され数々の重要な任務に従事するが、ショウ・ザマら3人の地上人の招来と前後して彼の前途には暗雲が立ち込めるようになる。ドレイクの娘婿の座を餌に奮起を促されるなどしたが、エルフ城攻めの際に犯した失策が決め手となり指揮官職更迭の憂き目に遭う。第25話ではショットの私兵としてレプラカーンに乗り込み、ショウに挑み追い込むも、パワーアップしていたダンバインとショウのオーラ力に逆転されて敗れ、キャリアとプライドを完全に打ち砕かれたかに見えた。
第31話から突如ズワァースに乗って登場。黒騎士を名乗り、Gペンを思わせる意匠の仮面で素顔を覆っている。その正体が失脚したバーンであるということはごく一部の者達にしか明かされていない。しかし、特徴的な長髪はさらされたままであり、縁深き者達にはその正体を看破されていたようである。素顔を隠す理由を顔面の戦傷と偽っているが、実際には過去の挫折を恥じて正体を隠しているに過ぎない。利害が一致したショットの私兵となり、汚名をすすぐ機会をうかがっていた。だがショウ・ザマの前では敗北を重ね、仮面を外し涙する醜態を重ねる結果となる。
ショウ・ザマを激しく憎悪するさまは“悪意の象徴”として描かれ、皮肉にもそれがオーラ力を異常なまでに増大させる結果になった。最終決戦では仮面を脱ぎ捨て、素顔のバーン・バニングスとして白兵戦でショウ・ザマと刺し違えるという最期を遂げる。
物語初期はドラムロに搭乗。その後はビランビー、レプラカーン、黒騎士になってからはズワァース、ブブリィ、ガラバと、アの国の新鋭機にはほとんど搭乗している。一度だけライネックを借りて出撃した他に、ビアレスにも搭乗だけはしたが作戦中止で出撃はしなかった。
『コミックボンボン』版のコミカライズでは、古風な女性観を持つ実直な性格に改善されており、黒騎士になった後もドレイクへの忠義を貫きビショットの抜け駆け行為を諭している。また、ジェリル達地上人を上手に統制するなど指揮官としてもアニメ版より有能である。
『TVアニメマガジン』版コミカライズでは浮上時のみ黒騎士になるものの、次号では素顔に戻っている。最終回ではドレイク暗殺後にショットの寝返りを知り、戸惑いの表情で祝賀会に参加しているところをハイパー化したショウの特攻を受けて死亡する。ボンボンのコミカライズ同様、人格にはかなりの改善がなされており最期の言葉は聖戦士としてのショウを称えるものであった。
OVA『New Story of Aura Battler DUNBINE』ではラバーン・ザラマンドとして転生している。再び黒騎士を名乗りズワウスを駆る。
ショット・ウェポン
声 - 田中正彦
アメリカ合衆国・カリフォルニア州出身の地上人。28歳。地上ではロボット工学の権威だった。バイストン・ウェル固有のオーラ力を利用して強力なオーラマシンを作り上げドレイク・ルフトに協力する。詳しい理由は不明だが、一時は幼なじみのジャバと共にオーストラリアで強制労働を強いられていた。漁夫の利を狙う策士で、ゆくゆくはドレイクをも排除し自らが支配者になろうとする野心家である。その野望を吐露してミュージィ・ポーを取り込み、専用オーラ・クルーザー「スプリガン」で独自に立ち回る。当初ミュージィを単なる手駒の一つとしか見ていなかったが、やがて相思相愛の仲となる。
最終決戦でショウとマーベルのコンビネーションアタックによりミュージィと共に倒されるが、オーラマシンを作り上げ戦禍を招いた重罪人として「死ねない」運命を科せられ、以後、死を求めて700年に渡ってバイストン・ウェルをさまよう亡霊となる。その物語はOVA『New Story of Aura Battler DUNBINE』にて語られる。
『コミックボンボン』版のコミカライズでは、日和見主義ではあるがドレイクへの謀反も働かず、悪役描写は少ない。『TVアニメマガジン』版コミカライズでは黒幕およびボスキャラクター的な存在であり、ドレイクの暗殺及びゼラーナとゴラオンの撃墜に成功する。スプリガンで部下達と祝賀会を開いていたところをハイパー化したショウの特攻に巻き込まれ、怨嗟の叫びをあげながら焼死する。
ルーザ・ルフト
声 - 火野捷子
ドレイク・ルフトの妻。38歳。クの国王ビショットと密通し、ドレイク亡き後の実権掌握を画策する毒婦。夫のドレイクや情夫のビショットはもちろん、実娘のリムルすらも自らの野望を果たすための手駒としか見ておらず、攻め寄せるニーらに対して彼女を人質に取ることもあった。また、非常に気位が高く、自分より身分の低い者に少しでも無礼を受けたと判断すれば容赦ない制裁を下す。最終局面では自らを「全ての混乱の元」と断罪する娘・リムルを罵り、ことも無げに射殺してしまう。その直後の惨状に出くわしたニーに「お前」呼ばわりされたことに憤激するもボチューンのオーラバルカンで射殺される。なお、作中では「ビショットと仲が良い」とショウが言う程度の表現にとどめており、男女の関係を思わせる描写はない。『TVアニメマガジン』版のコミカライズでは未登場。
リムル・ルフト
声 - 色川京子
ドレイク・ルフトの一人娘。17歳。父親からは「美しく誰からも愛される女性であってくれればよい」と溺愛されているが、母親からは便利な手駒としか看做されていない。ニー・ギブンとは相思相愛の仲で幾度となくニーの下へ走ろうとしたが、その度に連れ戻されている。オーラマシンの操縦についての心得とパイロット適性もある程度はあったようで、ゼラーナに身を寄せていた際にはダーナ・オシーでの戦闘も経験している。しかし、お嬢様的なわがままぶりでゼラーナのクルー達を振り回した挙句、独断で出撃して突出。制御不能になり結局トッドが雇ったガロウ・ランに連れ戻されている。実の母であるルーザの姦計を知り誅殺を試みるが、拳銃で眉間を至近距離で撃ち抜かれ、返り討ちに遭う。『TVアニメマガジン』版のコミカライズではショウに連れられゼラーナに加入する場面まで描かれるが、それ以降出番がなく最終話にも登場しない。
OVA『New Story of Aura Battler DUNBINE』ではレムル・ジルフィードとして転生している。
ミュージィ・ポー
声 - 横尾まり
リムルの家庭教師として音楽を教えていた が、高いオーラ力を見込まれて戦士となり、ショットの愛人となる。当初は淑やかな性格だったが徐々に好戦的になっていき、黒騎士やトッドと並ぶ強敵となってショウ達に立ち塞がる。ショットを一途に愛し続けた情熱的な女性で、ショウとマーベルの攻撃からショットをかばいブブリィで自ら盾となり、ダンバインにダメージを与え爆発する機体から投げ出されるが、ショットに助けられ、最後は手を取り合って爆散するスプリガンと運命を共にする。父や兄弟も戦士として登場。搭乗したオーラマシンはビランビー、ライネック、ズワァース、ブブリィなど。
『コミックボンボン』版のコミカライズでは初登場時から厳しい性格をしており、リムルから恐れられている。また、ショットの裏切りがないため、あまり出番がない。
ゼット・ライト
声 - 立木文彦
ショット・ウェポンとともにオーラマシンを開発したアメリカ国籍の地上人。オーラマシンのコンピュータ・セクションの開発は彼の手によるものだが、ショットに手柄を取られ、世渡り上手なショットが自分より厚遇されていることに不満を抱いている。自身の口先では否定していたが、ガラリアに惚れている。オーラ・ロードを通って召喚されたことから、聖戦士として登用された他の地上人達には及ばないにしても、それなりのオーラ力は持っており、地上浮上後には自らオーラマシンを駆って戦うこともあった。乗機はビランビー、バストール、ブブリィ。己と黒騎士とが同様に世渡り下手で武骨な職人気質だったことに気付き、お互いの技術屋魂と騎士道精神とを認め合うが、直後の出撃にて戦死する。
ガラリア・ニャムヒー
声 - 西城美希 / 伊倉一恵（総集編・聖戦士伝説）/ 安達忍（スーパーロボット大戦シリーズ・ぱちんこCR聖戦士ダンバイン） / 岩本裕美子（サンライズ英雄譚）
ドレイク配下の女騎士。21歳。敵前逃亡者の娘として蔑まれて育ったために人一倍名誉欲が強く、バーンをライバル視していた。似た境遇のゼットとはウマが合ったようで、新型のオーラ増幅器を搭載したオーラバトラー・バストールをゼットから与えられる。
エルフ城攻防戦でショウと交戦した際、互いのオーラ力の干渉からショウ・ザマのダンバインと共に地上界に出てしまう。突如単独で異世界に投げ出され混乱したまま東京上空を迷走し、大型旅客機を撃墜、さらには駆けつけたショウとの交戦で新宿副都心を壊滅させるなどの甚大な被害をもたらし、死者は30万人にも上る。そのことから人目を避け、秩父山中に一時期潜伏し、空腹に耐えきれず登山者などから強奪を行う。その際、スポーツドリンクには違和感を覚えていたが、米飯やお茶の類は味覚に合った模様。強奪がばれて追われる身になるとバストールを起動、そこをショウに捕捉され再会する。ようやく現状を把握してショウの説得に応じ、バイストン・ウェルに帰還しようとするが、オーラ・ロードを抜ける寸前でバストールが負荷に耐えきれず爆死する。しかし、書籍によっては正式な理由は判然としていない。
OVA『New Story of Aura Battler DUNBINE』ではベラーナ・ガリアッハとして転生している。
ゲーム『聖戦士ダンバイン 聖戦士伝説』では、展開によって仲間にできるが、素顔を隠し「ヴァルキリア」の偽名を名乗って参戦となる。
フラオン・エルフ
声 - 山田俊司
アの国の国王。政事に疎く享楽三昧にふける狭量な人物で、ドレイクに玩具で篭絡され大した吟味もせずにミの国討伐の勅令を発布するなど、典型的な暗君。ラウの国王フォイゾン・ゴウの要請によるゼラーナ隊の来援により一度はエルフ城の防衛に成功するも、自分の意に逆らったとの理由から夜襲の援軍要請を蹴ったことでゼラーナ隊を敗走させ、勝機を失う。その直後の援軍も前面に出させようとするなど、横暴を極めた。以降も気まぐれからくる朝令暮改により戦力を無駄に消耗させた挙句、家臣にも見限られ、落城の際に城壁から転落し敢えない最期を遂げる。
ミズル・ズロム
声 - 戸谷公次
ドレイク・ルフト配下の武将。オーラ・シップ「ブル・ベガー型」1番艦の艦長を任されている。地上人の管理も彼の管轄下である模様で、アレン達3人をトッド達よりも扱いにくいとこぼしていた。第30話以降には登場せず、消息は不明となっている。
ペンチ・ポー
声 - 郷里大輔
ミュージィ、ピピ、オールの父。ドレイク軍所属。ラース・ワウを脱走したリムルを連れ戻そうとするが、ホン・ワンとの一騎討ちの最中、落下してきたミュージィ搭乗のビランビーの下敷きになり圧死する。第21話のみ登場。
ビビ・ポー、オール・ポー
声 - 三ツ矢雄二（ビビ） / 佐々木秀樹（オール）
ミュージィの弟たち。同じく軍人である父と共に姉の下に馳せ参じるも、敢えなく戦死する。

### クの国
ビショット・ハッタ
声 - 曽我部和行 / 関口英司（サンライズ英雄譚）
クの国の国王。ドレイクと軍事同盟を結び、オーラ・バトル・シップ「ゲア・ガリング」を建造して戦線に参加する。キザな優男であり、城内の庭園では花を栽培している。後にゲア・ガリングと共に地上へ送られる。ルーザと密通しており、後に政治的にも手を組むが、結局、ドレイクとルーザの双方から利用され翻弄されただけだった。初登場の時、（相手をクの国王とは知らない）ショウ・ザマが自分に対等な話し方で話してきても特に怒ることもなく、また、自分に取り入ったトッドが再びドレイク・ルフトのいるアの国に戻ったことについても黙認する など、あまり怒ることのない寛容な性格の持ち主である。最後はゴラオンの特攻により、ゲア・ガリングの艦橋もろともゴラオンの艦首に押しつぶされて戦死する。「TVアニメマガジン」では未登場でありクの国自体登場しない。
ガラミティ・マンガン、ニェット、ダー
声 - 佐藤正治（ガラミティ） / 戸谷公次（ニェット） / 高宮俊介（ダー）、二又一成（ダー / SRWシリーズ）
3人で「クの国の赤い三騎士」と呼ばれ、機体の一部を赤く塗装したビアレスを駆り、「トリプラー」と称する三位一体の連携攻撃を得意とする。ヒマラヤ山中でショウを苦しめるが、最終的には先頭のガラミティはビルバインに踏み付けられ、後続のニェット、ダーはほぼ同時に倒されている。ガラミティは生き残るが、後のインド上空の戦闘でショウのビルバインによるライフルの一撃で戦死する。
『機動戦士ガンダム』の黒い三連星のセルフパロディで、容貌も似せている。「ダー」と「ニェット」は、それぞれロシア語の「はい」と「いいえ」の意。

### ナの国
シーラ・ラパーナ
声 - 高橋美紀
ナの国の女王。17歳。強力なオーラ力とカリスマ性を持ち合わせている。嵐の壁でショウ・ザマに助けられた ことから、自国の新型可変オーラバトラー「ビルバイン」をショウ・ザマに与え、自らもオーラ・バトル・シップ「グラン・ガラン」に乗り込む。オーラマシンの地上追放後は戦乱の早期収束に向け、英国女王との同盟を締結したり、時に負傷しながらもグラン・ガランで戦闘指揮を執る。最終決戦でも半壊したグラン・ガランで気丈に指揮を執り、ドレイクの死を確認すると戦火を終息させる重要な役割を担う。密かにショウに惹かれてはいるが、戦時中だったこともあり表に出すことはない。
容姿端麗、凛とした佇まいの美少女で、出番はそれほど多くなかったにもかかわらず、制作者側でも彼女の作画を担当したがるアニメーターが続出するなどの人気キャラだった。シーラをデザインした湖川友謙自身も、初登場話である「赤い嵐の女王」の作画監督を担当できなかったことを悔やんだほか（一方で「全然興味ない。俺が本当に可愛いと思うキャラって、ああではない」との発言もあるが）、出渕裕は彼女を愛する余り、メカデザイン担当の立場を逸脱してドサクサに紛れて作画しまくったといわれる。
TVアニメマガジン版コミカライズでは登場が1話のみのゲストキャラクター的扱いとなっている。
映画『ローマの休日』でオードリー・ヘプバーンが演じる王女がモデルである。
当初は同名の男性の老人キャラとして登場する予定だった。
2018年に公開された湖川友謙（キャラクターデザイン担当）直筆の公式イラストでは彼女のヌードイラストがあり、陰毛も陰裂も無修正で直筆されている。
エル・フィノ
声 - 富沢美智江
シーラについているミ・フェラリオ。シーラとともに嵐の玉に捕らえられていた。ピンクのロングヘアにグリーンの瞳。コスチュームはグリーンのライン入りの、袖とレッグラインにフリルが付いたイエローのレオタード。チャムより年上で、お嬢様風の外見とは裏腹に姐御肌の性格をしており、口も悪い。1話からのエンディングに登場している全裸のミ・フェラリオは彼女であり、本編の初登場は27話とかなり遅い登場である。
トッドとはオーラの相性が良いらしく、同乗している間はビアレスが凄まじいパワーを発揮していた。
ベル・アール
声 - 西城美希 / 吉田小南美（スーパーロボット大戦シリーズ）
シーラについている幼いミ・フェラリオ。甘えん坊で泣き虫。太り気味。おむつをしている。エル・フィノとコンビで登場する事が多い。
カワッセ・グー
声 - 広森信吾
シーラの忠臣。グラン・ガランの艦長を務め、最終決戦時は艦橋の被弾により操舵手が戦死したことから操舵も担った。名は製作に携わった川瀬敏文から。
ナベン・ワタ
声 - 佐藤正治
ナムワン型オーラシップの艦長。ドラムロ隊のトリオコンビネーションによりグラン・ガランが被弾したのを見て盾となるべく突出する。艦の対空砲火と搭載機により敵オーラバトラー数機を撃破し編隊の切り崩しに一部成功するものの、単艦で突出したために味方からの支援を受けられず、編隊を解除したオーラバトラー隊の包囲攻撃を受け乗艦とともに爆散する。第44話のみ登場。名は脚本家の渡邉由自から。

### ラウの国
フォイゾン・ゴウ
声 - 西村知道
武勇で知られる軍事国家ラウの国王。ミの国の王妃パットフット・ハンムの実父であり、その娘エレの祖父に当たる。ニー・ギブンと共に物語前半の反ドレイク陣営の急先鋒となり、ボゾン、ボチューンといった量産型オーラバトラーの開発やオーラ・バトル・シップ 「ゴラオン」を建造しドレイク・ルフトの覇業を阻止すべく奮戦する。
武人然とした容貌と戦場では自ら陣頭に立って戦う様子から、バイストン・ウェル古来の風習や慣例を重んじ、実直さを絵に描いたような人物と評されがちだが、その実は上記の通り、早い段階から「新しい物＝オーラマシン」の有用性（必要性）に気づき、それを逸早く自国に取り入れるといった柔軟さも併せ持っている。また、ニーを始めとするゼラーナ隊の面々に接した折もいささかも尊大な態度を表すことはなく、それどころか完成直後でまだ貴重なボゾンをマーベルに下賜したり、アの国のフラオン・エルフ王のために10機のボゾンで編成された部隊を援軍として送るなど、王としての器を真に備えた人物である。ミの国陥落後に自身を頼ってラウの国へ落ち延びて来たパットフットとエレ母娘には厳格な態度で臨んだが、これは「父（祖父）」ではなく「王」として国や民を最優先に考えた上での方便であり、城を後にする2人を遠目から涙しつつ見送っている。
オーラ・バトル・シップ「ウィル・ウィプス」を完成させ、勢いを増したドレイク軍がラウへ進軍を開始すると、対するフォイゾンも居城タータラ城を捨てスィー・ウィドーの秘密工場で完成させたゴラオンに乗り込みこれを迎え撃った。劣勢の中、最後は専用ボチューンで単身ウィル・ウィプスに侵入しドレイクとの一騎討ちを狙ったが、ジェリル・クチビのレプラカーンに阻まれ壮絶な最期を遂げる。新たな時勢に対応しつつも、最後は武人としての生を全うすることを選ぶ。
エレ・ハンム
声 - 佐々木るん
ミの国の王女。ラウの国王フォイゾン・ゴウの孫娘に当たり、後にラウの国の女王となる。13歳。霊力と呼ばれるオーラ力が異質な形で発現した特殊能力をもち、未来の予見や悪意の察知などの形でたびたびショウ・ザマたちに危機を報せた。
ドレイクの攻撃で母親の故郷に共に逃れるが受け入れられず、またドレイクの脅威に対抗するために霊力を高めようと霊山・ボンヤー山にこもる。恐獣ズ・バダに襲われた際に発散したその力が、東京のショウを再度バイストン・ウェルに呼び寄せる助力となる。フォイゾン亡きあとはゴラオンを率いてショウたちと共に戦い、後に地上世界へゴラオンと共に送られる。互いに惹かれあったソ連特使トルストールの戦死に際しては立場も忘れて泣き暮らすが、キーンやマーベルらの励ましで立ち直り指導者として生きることを決意する。また、トルストールを殺害した黒騎士には激しい敵意を持つようになり、霊力で黒騎士のオーラ力を妨害する場面が随所に見られる。ハイパー化したガラバにゴラオンで体当たりを行い、黒騎士のあふれる悪意のオーラ力を霊力で中和させてハイパー化を収めるが、霊力を使い果たして死亡する。
やや、特徴的な髪型もあり、高貴な雰囲気を漂わすシーラと異なり、より庶民的で親しみやすい性格である。
エイブ・タマリ
声 - 堀部隆一
ラウの国フォイゾン王の家臣で、オーラシップ・グリムリーの艦長。フォイゾンの死後はゴラオンの艦長としてエレを支える。新型オーラバトラー・ビルバインを与えられ図に乗っていたショウを殴っていさめる など、各所で年長者としての役目もこなした。最後は霊力を使い果たし息絶えたエレの亡骸を抱えながらゲア・ガリングに特攻し戦死する。アンクル・サムのような容貌をしている。
プラドン、ペーゲル、ガント
ラウの国の家臣。タータラ城を捨てるというフォイゾンの提案に最後まで納得せず、別離の理由も「城を捨てるのは騎士道に反する」から。3名ともタータラ城攻防戦で戦死する。ガントはジェリルに、ペーゲルはトッドにそれぞれ討たれ、プラドンは辞世の句を詠んだ直後に崩れ落ちてきた城壁に潰される。

### ミの国
ピネガン・ハンム
声 - 中村秀利
ミの国の国王でエレの父親。ドレイクの侵略の矛先を向けられたため、和平交渉のために重臣をドレイクのもとに送るが、ドレイク側の返答は使者の殺害だった。その後、パットフットとエレを避難させてニー・ギブンらとともに居城キロン城で防戦するが、乗艦の「ナムワン2」を撃沈され戦死。
パットフット・ハンム
声 - 山岡葉子
ミの国の王妃。ラウの国王フォイゾン・ゴウの娘だが、かつてピネガンと駆け落ちしたため、親子の縁を切られている。キロン城落城後、父を頼ってラウの国へ赴くが拒絶されてしまい、霊力を高めるために山にこもることを決めた娘を連れて退去する。後に娘のエレをさらいに来たジェリルの部下によって殺されてしまう。
ショタン・コシュ
声 - 益富信孝
ピネガンの側近。和平交渉のため志願してドレイクの陣屋へ赴くが、交渉の席で殺害される。

### その他のフェラリオ
ジャコバ・アオン
声 - 吉田理保子
水の国の長。第9話ではフェラリオが住む水の国にゼラーナで侵入したショウ達に対し非協力的で、シルキーの行動の責任を問うショウに対し白を切った挙句、水の国から追い出してしまうが、第30話では一転、シルキーを助けたショウ・ザマに、オーラマシンを全て破壊するように依頼するようになる。しかし、激化する戦火に業を煮やし、自らの命と引き換えに全てのオーラマシンとその乗員を地上へ追放してしまう。力は強いが基本的に自己中心的であり、自分たちと世界を守ることが第一で、それ以外の人間やコモンが自分の行動の結果どうなろうと構わないようである。
なお、同名の存在がOVA版『リーンの翼』にも登場しているが、パラレルワールド性が加味されているため、全くの同一人物というわけではない模様。また、永野護による解釈では『重戦機エルガイム』の舞台であるペンタゴナワールドは彼女の持つ水晶球の中にあるとされている。
また、ショウの「口先ばかりのエ・フェラリオ」という台詞に対し、「エ・フェラリオではない」と激昂していることから、自らが凡百のフェラリオ扱いされることを嫌い、自らの名に誇りを持っている模様。
シルキー・マウ
声 - 池田昌子
エ・フェラリオ。ドレイクの企みにより捕らえられ、水牢に幽閉されている。ドレイクからの脅迫に怯んだ結果、ショット・ウェポン並びにショウ達地上人を3度に渡って召喚してしまった。後にショウに助けられ、ショウがジャコバに会うきっかけを作ったが、自身は罰を受けミ・フェラリオに落とされる。その後の姿はOVA『New Story of Aura Battler DUNBINE』で描かれている。
ナックル・ビー
声 - 佐々木優子
マーベル・フローズンを地上から召喚したエ・フェラリオ。その罪でガロウ・ラン「ニクス・ティタン」に変えられコモンの世界に落とされていた。戦傷を負ったトッドを助け介抱するが、快復したトッドは引き留るニクスを振り払って去ってしまう。第30話にてマーベルの懇願を受けたジャコバによって罪を軽減され、元の姿に戻る。
トロウ・ロウ
声 - 龍田直樹
男性型のミ・フェラリオ。酒好きで酔っ払ってはショウに絡んでいる。ショウがリムルと会うための橋渡しをするが、酔った拍子にバーンにそれを愚痴の形で教えてしまう。

### ガロウ・ラン
ニグ・ロウ
声 - 戸谷公次
バーンに仕えているガロウ・ランで、諜報員としてゼラーナ隊の動向を探る。バーンの性質をよく理解している。オーラ・マシンも扱えるらしく、多島海ではウイングキャリバー、ズロンを操縦したこともある。
ゴド・オン
声 - 笹岡繁蔵
ゲシュタルの谷付近に勢力をもつガロウ・ランの頭領。第21話にてリムルがグライ・ウイングに乗り込みラース・ワウから逃亡、ゲシュタルの谷付近に不時着した際にリムルをだまして捕らえドレイクから金を巻き上げようと企てるが、ミュージィの部隊に阻まれて失敗する。
ゲーム『聖戦士ダンバイン 聖戦士伝説』では、序盤戦でガロウ・ラン部隊のメンバー、または騎団長として登場する。
シンドロ
声 - 銀河万丈
手下のアガ、イギ、ウグを率いて、シーラ・ラパーナをだまして連れ去ろうとしたが嵐の玉にとらわれてしまう。強獣ルグウに乗り、エル・フィノの要請によりシーラを守ろうとしたショウと交戦。その後トッドに倒される。
ゲーム『聖戦士ダンバイン 聖戦士伝説』では、嵐の玉の戦闘の他にも序盤戦でガロウ・ラン部隊の騎団長として登場する。

### その他の地上人
チヨ・ザマ
声 - 高島雅羅
ショウ・ザマの母親。教育評論家ではあるが、実際は自分の地位と世間体を何よりも優先するエゴイスティックな女性。ショウがダンバインと共に地上界に出現した際、頑なにショウを拒絶し、宇宙人呼ばわりして息子と認めようとはしなかった。最後には忌々しげに拳銃の銃口を向けて発砲まで行い、ショウを追放。これによりショウの家族と故郷に対する決別を決定的なものとする。ショウが去った後も泣きながら「もう日本にいられない」など、あくまでも自分の地位に固執する利己的な言動を繰り返したため、夫シュンカの怒りを買った。
シュンカ・ザマ
声 - 土師孝也
ショウ・ザマの父親。彼なりにショウを理解して受け入れようとしたが、妻の強烈な拒絶にあい断念。恐妻家でチヨには全く頭が上がらないが、秘書のヨーコと不倫関係にある。ショウがチヨによって追放された後、彼女を諭すが、泣きながらも自分の地位に固執するだけのチヨの姿に怒り、一喝する。最終決戦時はテレビ中継を通じて、その成り行きを見守る。
ヨーコ・川原
シュンカの秘書。シュンカの愛人でもあるが、ショウにとっては姉のような存在で一番の理解者である。幼い頃の戯れの問答「ウサギの目はなぜ赤い?」への答えで、ショウを本人と確信した。その後はシュンカと共に最終決戦をテレビ中継で見ている。名前は当時サンライズスタッフの風間洋とその別名義「河原よしえ」から。
バルベラ・サウスオール
声 - MIO
ハワイ在住のマーベルの友人。父親が海軍軍人であるため、地上に出て間もないマーベルはショウ・ザマと共に彼女の家を訪れて情報収集を図る。学生時代はマーベルとともに「2人のアゴ女」と呼ばれていたらしい。ショウは、マーベルと話すバルベラを見ていて、英語が日本語のように分かるようになっていることに気づいた。第33話のみ登場。
皆川司令
日本の防衛隊の士官。三等海尉。ショウが東京で騒動を起こした際に守りきれなかったという理由で硫黄島基地に左遷された。バイストン・ウェル勢が地上に浮上した際にショウと情報交換を行う。第33話のみ登場。
トルストール・チェシレンコ
声 - 竹村拓
ソ連軍所属の青年将校。ゴラオンへ和平の特使としてやってきたが、逆に参謀本部の時間稼ぎと核の集中攻撃への人身御供にされてしまう。エレに惹かれ、エレのためにボゾンに乗り込むが撃破され、ボチューンに乗り換えて黒騎士に対して相討ちを狙うが、返り討ちに遭って戦死する。このトルストールの死はエレに憎悪を植え付ける決定的なきっかけとなった。第35話のみ登場。
チャーリー・カミングス
声 - 龍田直樹
アメリカ大手電機メーカーIBNのニューデリー支社の社員。レーダー機器のメンテナンスのためにゴラオンへ乗り込む羽目になる。後述するラナ・パーキンスンとは過去に恋仲だった模様。
ギリシャ軍司令官
声 - 戸谷公次
バイストン・ウェルから帰還したジェリルの言葉を信用してF/A-18戦闘機でジェリルを援護し、ゴラオンに対して攻撃をも辞さない態度を示す。その後、ジェリルがハイパー化し爆死したのを見て、兵士達の「ジャンヌ・ダルクの再来」というジェリルに対する評を撤回し、部隊を引き上げさせる。
なお、実際のギリシャ空軍には、F/A-18は配備されておらず、ゲーム『聖戦士ダンバイン 聖戦士伝説』ではF-4戦闘機が登場する。
フレデリック、ラナ・パーキンスン
声 - 林一夫（フレデリック）、西城美希（ラナ）
2名ともアメリカIBN社の社員。ニューデリー支社がゴラオンへの機器の売り込みに成功したことを知り、それに倣ってゲア・ガリングへ機器を売り込む。フレデリックは、リムルと共に脱出しようとした際に被弾した機体から墜落死するものの、ラナは後にリムルと共にゲア・ガリングから脱出し、ドレイクの計らいによってアメリカへ帰還する。
ゲーム『聖戦士ダンバイン 聖戦士伝説』では、カオスルートでラナがシュンジにレーダー機器を売り込む場面がある。
ニジェンスキー
声 - 村松康雄
ソ連政府の秘書官。キエフ付近に出現したグラン・ガランへ友好のための使者として派遣されるが、実際はゴラオンの時と同様、排除しつつ降伏させてオーラマシンの技術をソ連で独占するのが目的という狡猾な男。傲慢な性格でもあり、自分に口答えするエルとベルを「不愉快だ」と嫌悪した。下級兵士によると「やり手のニジェンスキー」。乗艦の際、衣装棚に偽装した時限式の核爆弾を持ち込むが、下艦後にマーベルに見破られてしまい、マーベルがダンバインで上空に投げ捨てたその爆弾の爆発に巻き込まれ、乗っていたヘリコプターごと消滅する。第38話のみ登場。
ジャバ
声 - 佐藤正治
ショット・ウェポンの幼馴染。オーストラリアでスプリガンに収容される。搭乗機はライネックでパイロットとしての能力は非常に高く、2度に渡ってビルバインに損傷を与えた。巨大戦艦のバリアーの内側から攻撃を行う通称「バリアー破り」と呼ばれる攻撃を初めて行った人物であり、ゲア・ガリングがナ・ラウ連合軍に包囲された際、グラン・ガランの艦橋を攻撃してシーラに重傷を負わせ、ナの国軍を脱落させたが 直後にショウに討たれて戦死する。第41話のみ登場。
英国女王
声 - 前田敏子
同盟を申し出たシーラに共感し、支援を約束する。
ノルウェー大統領
ゼネストで抵抗する労働者を職場に戻せというビショットの要求を毅然とした態度で拒否し、労働基本権を盾に国民を守りぬく。第42話に登場。
なお、「大統領」とはビショットの台詞であるが、実際のノルウェーは立憲君主制であり大統領は存在しない。
オスロ造船所の労働者たち
傲慢な態度をとるゲア・ガリングの兵士たちに対してゼネストで抵抗した。大統領の支持もあってストを貫徹し、この結果ゲア・ガリングは整備不良のままオスロから去らねばならなくなる。第42話に登場。
スコット艦長
声 - 土師孝也
アメリカ海軍の空母カール・ヴィンソンの艦長。アメリカをドレイクの支配から取り戻すため、反ドレイク勢力に協力する。核爆弾を搭載した艦載機を遠隔操作でゲア・ガリングに突入させる作戦を敢行し、パイロットに多くの犠牲を出しながらも大きなダメージを与える。グラン・ガランとウィル・ウィプスの決戦はエンタープライズから観測しながら、「バイストン・ウェルの勢力は地上の軍事力を全滅させるために遣わされたのではないか」との独自の見解をエンタープライズ艦長 に語る。エンタープライズは、最終決戦後に海上を漂っていたチャム・ファウを保護している。

## 登場兵器（オーラマシン）
地上人であるショット・ウェポンが造り出したオーラ力と呼ばれる人の精神エネルギーを動力源とする機動兵器の総称。主に「恐獣（強獣）」と呼ばれる巨大肉食獣の筋肉繊維や甲殻等を用い製造され、多くは昆虫に似た外観（一部の物やオーラシップは除く）を持つ。基本素材に生物の一部を利用しているため、長期間稼動しないと腐敗や劣化が進むことがあり、水中に沈めて保存する場合がある。
地上界でオーラマシンを使用した場合の特徴として、その火力はバイストン・ウェルとの大気の密度の違いから膨大な破壊力を発揮する反面、深度の深い海中などで活動した場合は生体パーツによる問題から水圧に耐え切れず圧壊しやすい。
用途・形状などにより「オーラ・バトラー」（人型ロボット）、「オーラ・シップ」（空中艦船）、「オーラ・ボム」（飛行戦闘艇）、「ウイング・キャリバー」（航空機）などに分類される。

## 用語
オーラ力（オーラちから）
人間の持つ生体エネルギーであり、オーラマシンの動力源である。強いオーラ力を持つ者は他者にもその影響を及ぼし、場合によっては予想し得ない巨大な結果をもたらす。オーラマシンにフェラリオが同乗すると性能以上の力が発揮されることや、ドレイク・ルフトやビショット・ハッタといった一国の王をルーザ・ルフトという一個人のオーラ力が惑わし翻弄したことは、その好例である。
オーラマシンの発揮する力は、パイロットのオーラ力に大きく左右される。これはオーラマシンの動力源そのものが、パイロットのオーラ力に依存しているためである。よって基本性能が劣る機体でも、強いオーラ力を持つ聖戦士が操縦すれば高い能力を発揮し、逆に高性能であってもパイロットのオーラ力が弱ければ本来の性能を発揮しない。一方で怒りや憎しみといった負の感情に流されるとオーラ力は暴走を起こし、「ハイパー化」の果てに自滅に至る危険性もある。
なお、バイストン・ウェルではオーラ力の作用や反応は抑制されるのに対し、地上界ではオーラマシンの性能や兵器の破壊力が格段に向上する。また、ショウ・ザマを始めとするバイストン・ウェルで過ごした地上人が地上界に放逐された際は、肉親のオーラ力に引かれてその付近に出現している。
聖戦士
強いオーラ力を持ち、オーラマシンの操縦適性がある人物のことである。劇中では主にバイストン・ウェルに召喚された地上人がそう呼ばれる。ただし、オーラ力が強いからこそオーラ・ロードを通ってバイストン・ウェルに召喚されるのであり、地上人を召喚するのはパイロット適性を持つ者を手っ取り早く選抜する手段に過ぎない。ゆえに召喚された地上人並みにオーラ力の強いコモン（バーン・バニングス、ミュージィ・ポーなど）も少なからず存在し、逆に舞台が地上界に移った後のオーラ・ロードを越えていない地上人については、特にオーラ力が強いという描写はされていない。
物語序盤でドレイクが地上人をバイストン・ウェルに次々と召喚したのは、ダンバインのようにより強いオーラ力を必要とするオーラバトラーのパイロットを揃えるためである。しかし、物語中盤では操縦者のオーラ力を直接増幅する「オーラ増幅器」が開発され、一般のコモンでもオーラバトラーを扱うことが可能となった。以後は戦闘適性のあるコモンが台頭し、舞台が地上界に移った後も地上人は起用されなくなった。
なお、バイストン・ウェルでは一種のテレパシーにより異なる言語で会話しても意味が通じるため、地上人がバイストン・ウェルの住人や他国出身の地上人と会話するのに不自由はなく、後にオーラマシンと共に人々が地上界に放逐された際も（バイストン・ウェルで生活した地上人も含めて）その能力は維持されていた。後者については、劇中でマーベルと友人バルベラの英語の会話を聞いたショウが「日本語のように理解できる」と独白する形で示されており、急な路線変更に伴う苦肉の策だったことがうかがえる。
ハイパー化
オーラ力の暴走によって発生する特殊な現象。怒りや憎しみなどの負の感情により、オーラマシンを覆っているオーラバリアーが実体化して膨れ上がり、巨大化したオーラマシン像を形成する。機体そのものが実際に巨大化しているわけではないが、ハイパー化したオーラマシンは巨大化した機体そのままに行動し攻撃力も比例して増大する。しかし、暴走したオーラ力の負荷に機体が耐え切れず、いずれ自壊に至る極めて危険な諸刃の剣でもある（ただし、自壊現象にまで至ったのはジェリル・クチビの機体のみで、その他の事例では自壊する前に戦闘の決着がついている）。
初めてハイパー化が描写されたのは、ジェリル搭乗のレプラカーンである。その後、トッド・ギネスのライネック、黒騎士（バーン・バニングス）のガラバもハイパー化を果たしたが、黒騎士の場合はエレ・ハンムにより封じられる形で元に戻っている。また、ショウのビルバインもハイパー化の危機に陥ったが、チャム・ファウの知らせでそれを察知したマーベルやエレの助力により寸前のところで制御され、暴走するには至らなかった。なお、後の富野の監督作品『ブレンパワード』や『リーンの翼』でもハイパー化とよく似た描写（もしくは同一の現象）が見られる。『機動戦士Gundam GQuuuuuuX』でも（向こう側の世界から来た）ガンダムがハイパー化した。
フェラリオ
水の天界「ウォ・ランドン」やコモン界の「クスタンガ」に住む種族。「ミ・フェラリオ」「エ・フェラリオ」「チ・フェラリオ」という（位階制度ではなく成長の段階としての）階級が存在する。ミ・フェラリオは昆虫のような翅が生えた小さな妖精の姿。エ・フェラリオは成人女性（男性）のような姿。チ・フェラリオは強大な霊力を持つエ・フェラリオの上位種族で、劇中ではジャコバ・アオンが該当する。なお、ミ・フェラリオの子供はすべて花の中から誕生し、修練の結果エ・フェラリオへと成長した場合は、男性は「インテラン」、女性は「ワーラー・カーレン」へと進み、さらなる修練を積む。また、チャム・ファウを始めとするミ・フェラリオはワーラー・カーレンに住むエ・フェラリオ達を「お姉様方」と呼んでいる。

## スタッフ
（オープニングクレジットより）
- 企画 - 日本サンライズ
- 原作 - 富野由悠季、矢立肇
- キャラクターデザイン - 湖川友謙
- メカニカルデザイン - 宮武一貴
- 音楽 - 坪能克裕
- 作画監督チーフ - 湖川友謙
- 美術 - 池田繁美
- 撮影監督 - 斉藤秋男
- 録音監督 - 藤野貞義
- 総監督 - 富野由悠季

- プロデューサー - 森山涇（名古屋テレビ）、大西邦明（創通エージェンシー）、中川宏徳（日本サンライズ）
- 制作 - 名古屋テレビ、創通エージェンシー、日本サンライズ

## 主題歌・挿入歌

### オープニングテーマ
『ダンバイン とぶ』
作詞 - 井荻麟 / 作曲 - 網倉一也 / 編曲 - 矢野立美 / 歌 - MIO
元プロレスラー・前田日明は新日本プロレス在籍当時の1983年、英国遠征から帰国した際に、入場テーマ曲としてこの歌のイントロのリピートを一時的に使用していた。

### エンディングテーマ
『みえるだろうバイストン・ウェル』
作詞 - 井荻麟 / 作曲 - 網倉一也 / 編曲 - 矢野立美 / 歌 - MIO

### 挿入歌
『青のスピーチ・バルーン』
作詞 - 三浦徳子 / 作曲 - 網倉一也 / 編曲 - 矢野立美 / 歌 - 小出広美
第40話、第41話、第42話、第43話、第44話、第45話で使用。
『水色の輝き』
作詞 - 三浦徳子 / 作曲 - 網倉一也 / 編曲 - 矢野立美 / 歌 - 小出広美
第27話、第34話、第38話で使用。
上記4曲を収録したEPレコードは、いずれもキングレコード（スターチャイルド・レーベル）から発売され、何度かCD化もされている。

## 各話リスト
サブタイトル、脚本、演出、作画監督の出典→
| 数 | 放送日        | サブタイトル       | 脚本     | ストーリー ボード | 演出     | 作画監督                                         |
| -- | ------------- | ------------------ | -------- | ----------------- | -------- | ------------------------------------------------ |
| 1  | 1983年 2月5日 | 聖戦士たち         | 斧谷稔   | 斧谷稔            | 鈴木行   | 湖川友謙                                         |
| 2  | 2月12日       | ギブンの館         | 富田祐弘 | 斧谷稔            | 関田修   | 湖川友謙                                         |
| 3  | 2月19日       | ラース・ワウの脱出 | 渡邉由自 | 井内秀治          | 井内秀治 | 佐々門信芳                                       |
| 4  | 2月26日       | リムルの苦難       | 渡邉由自 | 今川泰宏          | 今川泰宏 | 遠藤栄一                                         |
| 5  | 3月5日        | キーン危うし       | 富田祐弘 | 鈴木行            | 鈴木行   | 佐久間信計                                       |
| 6  | 3月12日       | 月の森の惨劇       | 富田祐弘 | 関田修            | 関田修   | 篠田章                                           |
| 7  | 3月19日       | 開戦前夜           | 渡邉由自 | 菊池一仁          | 菊池一仁 | 佐々門信芳                                       |
| 8  | 3月26日       | 再び、ラース・ワウ | 渡邉由自 | 井内秀治          | 井内秀治 | 金山明博                                         |
| 9  | 4月2日        | 天と地と           | 富田祐弘 | 今川泰宏          | 今川泰宏 | 坂本三郎                                         |
| 10 | 4月9日        | 父と子             | 富田祐弘 | 鈴木行            | 鈴木行   | 遠藤栄一 大森英敏 （湖川友謙）                   |
| 11 | 4月16日       | キロン城攻防       | 渡邉由自 | 斧谷稔            | 関田修   | 佐々門信芳                                       |
| 12 | 4月23日       | ガラリアの追跡     | 渡邉由自 | 菊池一仁          | 菊池一仁 | 佐久間信計                                       |
| 13 | 4月30日       | トッド激進         | 富田祐弘 | 井内秀治          | 井内秀治 | 篠田章                                           |
| 14 | 5月7日        | エルフ城攻略戦     | 富田祐弘 | 今川泰宏          | 今川泰宏 | 金山明博                                         |
| 15 | 5月21日       | フラオン動かず     | 渡邉由自 | 鈴木行            | 鈴木行   | 遠藤栄一 大森英敏 （湖川友謙）                   |
| 16 | 5月28日       | 東京上空           | 渡邉由自 | 関田修            | 関田修   | 佐々門信芳                                       |
| 17 | 6月4日        | 地上人たち         | 渡邉由自 | 菊池一仁          | 川瀬敏文 | 坂本三郎                                         |
| 18 | 6月11日       | 閃光のガラリア     | 渡邉由自 | 井内秀治          | 井内秀治 | 秋野洋一 矢木正之 大森英敏 遠藤栄一 （湖川友謙） |
| 19 | 6月18日       | 聖戦士ショウ       | 富田祐弘 | 今川泰宏          | 今川泰宏 | 坂本英明 大森英敏 （湖川友謙）                   |
| 20 | 6月25日       | バーンの逆襲       | 富田祐弘 | 鈴木行            | 鈴木行   | 篠田章                                           |
| 21 | 7月2日        | 逃亡者リムル       | 渡邉由自 | 今川泰宏          | 関田修   | 佐々門信芳                                       |
| 22 | 7月9日        | 戦士リムル・ルフト | 渡邉由自 | 菊池一仁          | 川瀬敏文 | 佐久間信計                                       |
| 23 | 7月16日       | ミュージィの追撃   | 富田祐弘 | 川手浩次          | 井内秀治 | 遠藤栄一 矢木正之 北爪宏幸 （湖川友謙）          |
| 24 | 7月23日       | 強襲対強襲         | 富田祐弘 | 鈴木行            | 鈴木行   | 金山明博                                         |
| 25 | 7月30日       | 共同戦線           | 渡邉由自 | 今川泰宏          | 今川泰宏 | 大森英敏 坂本英明 （湖川友謙）                   |
| 26 | 8月6日        | エレの霊力         | 渡邉由自 | 井内秀治 関田修   | 関田修   | 佐々門信芳                                       |
| 27 | 8月13日       | 赤い嵐の女王       | 富田祐弘 | 川手浩次          | 井内秀治 | 坂本三郎                                         |
| 28 | 8月20日       | ゴラオンの発進     | 渡邉由自 | 今川泰宏          | 川手浩次 | 矢木正之 遠藤栄一 （湖川友謙）                   |
| 29 | 8月27日       | ビルバイン出現     | 富田祐弘 | 鈴木行            | 鈴木行   | 坂本英明 大森英敏 （湖川友謙）                   |
| 30 | 9月3日        | シルキーの脱出     | 渡邉由自 | 関田修            | 関田修   | 佐々門信芳                                       |
| 31 | 9月10日       | 黒騎士の前兆       | 富田祐弘 | 井内秀治          | 井内秀治 | 金山明博                                         |
| 32 | 9月17日       | 浮上               | 富田祐弘 | 斧谷稔 今川泰宏   | 今川泰宏 | 坂本三郎                                         |
| 33 | 9月24日       | マシン展開         | 渡邉由自 | 斧谷稔 川手浩次   | 川手浩次 | 大森英敏 北爪宏幸 （湖川友謙）                   |
| 34 | 10月1日       | オーラ・バリアー   | 渡邉由自 | 関田修            | 関田修   | 遠藤栄一 坂本英明 矢木正之 （湖川友謙）          |
| 35 | 10月8日       | 灼熱のゴラオン     | 富田祐弘 | 井内秀治          | 井内秀治 | 佐々門信芳                                       |
| 36 | 10月15日      | 敵はゲア・ガリング | 富田祐弘 | 鈴木行            | 鈴木行   | 金山明博                                         |
| 37 | 10月22日      | ハイパー・ジェリル | 渡邉由自 | 今川泰宏          | 今川泰宏 | 大森英敏 北爪宏幸 （湖川友謙）                   |
| 38 | 10月29日      | 時限爆弾           | 富田祐弘 | 川手浩次          | 川手浩次 | 坂本三郎                                         |
| 39 | 11月5日       | ビショットの人質   | 渡邉由自 | 関田修            | 関田修   | 佐々門信芳                                       |
| 40 | 11月12日      | パリ炎上           | 富田祐弘 | 井内秀治          | 井内秀治 | 遠藤栄一 坂本英明 矢木正之 （湖川友謙）          |
| 41 | 11月19日      | ヨーロッパ戦線     | 富田祐弘 | 今川泰宏          | 今川泰宏 | 金山明博                                         |
| 42 | 11月26日      | 地上人の反乱       | 渡邉由自 | 鈴木行            | 鈴木行   | 大森英敏 北爪宏幸 （湖川友謙）                   |
| 43 | 12月3日       | ハイパー・ショウ   | 富田祐弘 | 川手浩次          | 川手浩次 | 佐々門信芳                                       |
| 44 | 12月10日      | グラン・アタック   | 富田祐弘 | 関田修            | 関田修   | 坂本三郎                                         |
| 45 | 12月17日      | ビヨン・ザ・トッド | 渡邉由自 | 井内秀治          | 井内秀治 | 大森英敏 北爪宏幸 （湖川友謙）                   |
| 46 | 12月24日      | リモコン作戦       | 渡邉由自 | 今川泰宏          | 今川泰宏 | 金山明博                                         |
| 47 | 1984年 1月7日 | ドレイク・ルフト   | 富田祐弘 | 鈴木行            | 鈴木行   | 北爪宏幸 （湖川友謙）                            |
| 48 | 1月14日       | クロス・ファイト   | 渡邉由自 | 川手浩次          | 川手浩次 | 佐々門信芳                                       |
| 49 | 1月21日       | チャム・ファウ     | 富田祐弘 | 斧谷稔 関田修     | 関田修   | 坂本三郎                                         |

## 放送局
放送日時は個別に出典が提示されているものを除き、1983年9月時点のものを使用する。系列は本放送当時のものとする。
| 放送対象地域  | 放送局             | 系列                          | 放送日時                                                                              | 備考                                     |
| ------------- | ------------------ | ----------------------------- | ------------------------------------------------------------------------------------- | ---------------------------------------- |
| 中京広域圏    | 名古屋テレビ       | テレビ朝日系列                | 土曜 17:30 - 18:00                                                                    | 制作局                                   |
| 関東広域圏    | テレビ朝日         | テレビ朝日系列                | 土曜 17:30 - 18:00                                                                    |                                          |
| 北海道        | 北海道テレビ       | テレビ朝日系列                | 土曜 17:30 - 18:00                                                                    |                                          |
| 岩手県        | 岩手放送           | TBS系列                       | 金曜 17:00 - 17:30                                                                    |                                          |
| 秋田県        | 秋田テレビ         | フジテレビ系列 テレビ朝日系列 | 月曜 17:00 - 17:30                                                                    |                                          |
| 山形県        | 山形テレビ         | フジテレビ系列                | 火曜 17:00 - 17:30                                                                    | [ 注 13 ]                                |
| 宮城県        | 東日本放送         | テレビ朝日系列                | 土曜 17:30 - 18:00                                                                    |                                          |
| 福島県        | 福島放送           | テレビ朝日系列                | 土曜 17:30 - 18:00                                                                    |                                          |
| 新潟県        | 新潟放送           | TBS系列                       | 月曜 17:30 - 18:00                                                                    | 1983年9月まで                            |
| 新潟県        | 新潟テレビ21       | テレビ朝日系列                | 土曜 17:30 - 18:00                                                                    | 1983年10月開局から                       |
| 長野県        | テレビ信州         | 日本テレビ系列 テレビ朝日系列 | 土曜 17:10 - 17:40                                                                    |                                          |
| 富山県        | 富山テレビ         | フジテレビ系列                | 水曜 16:50 - 17:20（1984年6月27日まで） 火曜 17:20 - 17:50（1984年7月3日、7月10日）。 | 1983年6月22日から1984年7月10日まで放送。 |
| 石川県        | 北陸放送           | TBS系列                       | 木曜 17:00 - 17:30                                                                    | 1983年4月14日から1984年5月3日まで放送。  |
| 福井県        | 福井テレビ         | フジテレビ系列                | 月曜 - 金曜 16:40 - 17:10                                                             | 1984年に帯放送                           |
| 静岡県        | 静岡けんみんテレビ | テレビ朝日系列                | 土曜 17:30 - 18:00                                                                    | [ 注 14 ]                                |
| 近畿広域圏    | 朝日放送           | テレビ朝日系列                | 金曜 17:00 - 17:30                                                                    | 先行放送                                 |
| 島根県 鳥取県 | 山陰放送           | TBS系列                       | 土曜 15:30 - 16:00                                                                    |                                          |
| 広島県        | 広島ホームテレビ   | テレビ朝日系列                | 土曜 17:30 - 18:00                                                                    |                                          |
| 香川県 岡山県 | 瀬戸内海放送       | テレビ朝日系列                | 土曜 17:30 - 18:00                                                                    |                                          |
| 愛媛県        | 南海放送           | 日本テレビ系列                | 水曜 17:25 - 17:55                                                                    |                                          |
| 高知県        | 高知放送           | 日本テレビ系列                | 金曜 17:00 - 17:30                                                                    | [ 注 15 ]                                |
| 福岡県        | 九州朝日放送       | テレビ朝日系列                | 金曜 17:00 - 17:30                                                                    | 先行放送                                 |
| 長崎県        | 長崎放送           | TBS系列                       | 火曜 17:20 - 17:50                                                                    |                                          |
| 熊本県        | 熊本放送           | TBS系列                       | 木曜 17:30 - 18:00                                                                    | 1984年4月13日まで放送                    |
| 宮崎県        | 宮崎放送           | TBS系列                       | 水曜 17:25 - 17:55                                                                    |                                          |
| 鹿児島県      | 鹿児島放送         | テレビ朝日系列                | 土曜 17:30 - 18:00                                                                    |                                          |

## 派生作品

### 小説
富野由悠季は、本作以降もバイストン・ウェルを舞台とする小説やアニメを多数発表しており、ガンダムシリーズと並ぶライフワークとなっている。
- リーンの翼
- ファウ・ファウ物語（-リストリー）
- オーラバトラー戦記
- ガーゼィの翼（『バイストンウェル物語 ガーゼィの翼』のタイトルでOVA化された）

ゲームブック
- 聖戦士ダンバイン―妖魔城塞ザーウェル（山口宏、編集スタジオ・ハード）

### 漫画
- 聖戦士ダンバイン（池原しげと、『コミックボンボン』連載）
- 聖戦士ダンバイン（杉山たかゆき、『TVアニメマガジン』〈旧『冒険王』〉連載、未単行本化）
- 聖戦士ダンバイン異伝 エグザイルサーガ（衣谷遊、『サイバーコミックス』）
- 聖戦士ダンバイン外伝 敬禱する巨甲騎士（森下薫、『サイバーコミックス』）

『コミックボンボン』および『TVアニメマガジン』の連載はテレビシリーズ放映と同時期、『サイバーコミックス』の掲載はシリーズ終了後。
アンソロジーコミック
- スーパーロボットコミック 聖戦士ダンバイン編
  - 『聖戦士ダンバイン 狩り（ハンティング）の日』長谷川裕一、『骸の鎧』富士原昌幸、『ショット追撃』藤井昌浩、『Chain』山下博行、『2人ともう1人の出撃』蜂文太、『最終審査東京上空』坂井孝行

### 総集編ビデオ・OVA
テレビ放映終了後に全3巻の総集編が1988年2月から8月にかけてにバンダイビジュアルより順次発売された。各巻に1話ずつ、全3話からなる新作（OVA）『New Story of Aura Battler DUNBINE』が1話ずつ収録された。設定上はテレビシリーズの続編（未来世界）とされるが、世界観などの内容はやや異なる。

### 本編ビデオソフト
発売元はバンダイビジュアル
- LD-BOX - 1995年2月、7月に全2巻で発売
- VHS - 1995年9月から1996年2月にかけて全12巻で発売
- DVD-BOX - 2006年8月発売、2011年4月～5月には全2巻に分割した廉価版も発売
- BD-BOX - 2017年7月、9月に全2巻で発売、BD-BOX2には前述の総集編とOVA版『New Story of～』も収録。セル&フィルム制作されたアナログアニメ時代の作品では今や定番であるHDリマスター化が施されており、BOX発売の前年(2016年～2017年）にはテレビシリーズのHDリマスター版がアニマックスで放送された。

### ウォー・シミュレーションゲーム
- FS-002 グランアタック ダンバイン （ツクダホビー）戦術級
- オーラバトラー（ツクダホビー）戦闘級
  - オーラバトラー1機単位での空戦ゲーム。番組放映中に発表されたため、登場機種はレプラカーンまでで、オーラバトラー以外はルール化されていない。
- ウイングキャリバー（ツクダホビー）戦闘級
  - 『オーラバトラー』の続編だが単独でもプレイ可。ビアレス以降のオーラバトラーやオーラマシンがルール化されているが、ブブリィ、グライウイング、オーラバトルシップを含む艦船類は含まれていない。
- バイストン・ウェル（ツクダホビー）戦略級

### コンピュータゲーム
- 聖戦士ダンバイン（ファミリーソフト、1991年1月19日発売、MSX2用）
- 聖戦士ダンバイン バイストン・ウェルの炎（ファミリーソフト、1991年8月9日発売、PC-9801用）
- 聖戦士ダンバイン 聖戦士伝説（バンダイ、2000年3月4日発売、PlayStation用） - プレイヤーは「リの国」を率いる地上人の主人公「シュンジ・イザワ」（デフォルト。主人公名は変更可能。声 - 上田祐司）となり、オーラバトラーを開発・強化しながら、テレビシリーズのifが体験できるシミュレーションロールプレイングゲーム。マルチエンディング制であり、ニー・ギブン達に味方するロウルートとドレイク・ルフトと手を結ぶカオスルートの大きく2種類のルートがある。行動次第でアニメ本編のキャラクターの生死や動向が変化する。また、ゲームオリジナルのオーラバトラーが登場する。PlayStation 2の初代本体（SCPH-10000）との同時発売作。
- サンライズ英雄譚シリーズ（サンライズインタラクティブ）
  - サンライズ英雄譚（サンライズ英雄譚R）
  - サンライズ英雄譚2
  - SUNRISE WORLD WAR Fromサンライズ英雄譚
- スーパーロボット大戦シリーズ（後のバンダイナムコエンターテインメント） - 発売会社の変遷についてはシリーズ全体の項目を参照
  - スーパーロボット大戦EX
  - 第4次スーパーロボット大戦（第4次スーパーロボット大戦S）
  - スーパーロボット大戦F（スーパーロボット大戦F完結編）
  - スーパーロボット大戦COMPACT
  - スーパーロボット大戦64（スーパーロボット大戦リンクバトラー）
  - スーパーロボット大戦COMPACT2
  - スーパーロボット大戦α（スーパーロボット大戦α for Dreamcast）
  - スーパーロボット大戦IMPACT
  - スーパーロボット大戦COMPACT3
  - スーパーロボット大戦Scramble Commander the 2nd
  - スーパーロボット大戦UX
  - スーパーロボット大戦Card Chronicle
  - スーパーロボット大戦Operation Extend
  - スーパーロボット大戦BX
  - スーパーロボット大戦X-Ω
  - スーパーロボット大戦X
  - スーパーロボット大戦T
  - スーパーロボット大戦DD
  - スーパーロボット大戦Y
- Another Century's Episodeシリーズ（バンプレスト、開発はフロム・ソフトウェア）
  - Another Century's Episode
  - Another Century's Episode 2
  - Another Century's Episode 3 THE FINAL
  - Another Century's Episode Portable
- バトルロボット烈伝（バンプレスト）
- スーパーロボットシューティング（〃）
- リアルロボッツファイナルアタック（〃）
- リアルロボット戦線（〃）
- スーパーロボットスピリッツ（〃）
- リアルロボットレジメント（〃）
- スーパーロボットピンボール（メディアファクトリー）

### 実験動画
AURA BATTLER DUNBINE SIDE L
2024年5月8日公開。テレビシリーズのオープニング・エンディング映像を最新技術で制作したもの。制作会社は神風動画とバンダイナムコフィルムワークス。

## ドラマCD
サンライズワールド〜オープン前夜、キャラ大混乱!!〜
サンライズラヂオからのドラマCDでガンダムシリーズや勇者シリーズ等のキャラクターが出演。チャム・ファウ、バーン・バニングスも出演している。

## プラモデル
本作のプラモデルはバンダイより発売されている。

### 放送当時
バイストン・ウェルにおける長さの単位「メット」をメートルと解釈し、72分の1スケールと48分の1スケール、ダンバインのみは24分の1スケールも含めてのオーラバトラー各機がプラモデル化された。また、550分の1スケールで主人公の母艦であるオーラシップ・ゼラーナが発売された。
メカニカルなロボットではなく「巨大生物の甲羅を装甲材料にしている」という設定を反映し、当初の製品は表面に「梨地加工」という不規則な細かい凹凸状のモールドが施されていた。しかし、パーツの合わせ目を消すためにやすりをかけると、その部分の梨地モールドも消えてしまい、合わせ目を消した上で全身を均一な質感に仕上げるためには、結局全ての梨地を削り落とす必要があるため、模型雑誌やモデラーからは不評の対象となった。さらに、最初期に出た主役機である「72分の1 ダンバイン」は「似ていない」という評価があったため、放送中に金型を作り直して修正版が発売され、バンダイの発売する冊子『模型情報』1983年8月号で告知された。
プラモデル自体の評価はそれほど高くなかったが、ボックスアートとして使用された開田裕治によるテレビ版以上にファンタジー要素豊かに描かれたオーラバトラーのイラストは好評だった。開田の描くオーラバトラーの翅の描写は模型にフィードバックされ、当初は分厚い磨りガラス状の透明パーツで成形されていた翅が、後期の商品では昆虫の翅のようなデザインとなっている。
なお、プラモデルの旧態依然としたロボット的解釈に飽き足らないモデラーにより、模型雑誌には生物的表現の改造作例が数多く発表された。これを受けて、怪獣模型の解釈を取り入れたガレージキットが海洋堂、コトブキヤなどから発売された。これらの製品には、出渕裕が『B-CLUB』誌に発表した企画、「オーラ・ファンタズム」に登場するオリジナル・オーラバトラーの模型も含まれていた。ガレージキットによって得られたノウハウは、後にバンダイやメガハウスのアクションフィギュアに活かされることとなる。

### リメイクシリーズ
2000年になって、当時の最新技術でリメイクされた「HGAB（ハイグレードオーラバトラー)」としてシリーズ化され、72分の1スケールのダンバイン、トッドダンバイン、トカマクダンバイン、ビルバイン、ズワァース、レプラカーン、ビアレス、ライネックの8種類が発売された。
また、同年には35分の1スケールの「MG（マスターグレード）ダンバイン」も発売された。
2020年代に入ってから、HGシリーズでリアルロボット模型の更なる見直しとして、各番組メカのリリースが行われたのに伴い、72分の1スケールで新登場のサーバイン、リメイクとしてダンバイン、ビランビーが発売された。

## パチンコ
「ぱちんこCR聖戦士ダンバイン」として2015年にサミーより登場。キャラクターデザインは一新されている。
2023年には後継機として「ぱちんこP聖戦士ダンバイン2 -ZEROLIMIT HYPER-」が登場した。

## 過去の新作構想
永野護の漫画『ファイブスター物語』に登場するモーターヘッド・ファントムとバナロッテは1994年頃、永野が『聖戦士ダンバイン』の劇場用完全新作に向けたオーラバトラーのデザイン依頼を富野から受けて描いたものである。